# Ken Watanabe
Pour les articles homonymes, voir Watanabe.
Ken Watanabe (渡辺 謙, Watanabe Ken), né le 21 octobre 1959 à Koide, est un acteur japonais.

## Biographie
Ken Watanabe s'intéresse au métier d'acteur à l'âge de 24 ans lorsque le directeur de la National Theatre Company britannique lui recommande de s'essayer à la comédie. Le comédien débute au sein de la troupe Madoka, basée à Tokyo, où il se révèle sous la direction de Yuko Nigawara dans le rôle principal de Shimodani Mannen-cho Monogatari.
En 1982, il fait sa première apparition à la télévision dans Unknown Rebellion, et s'impose cinq ans plus tard dans la saga historique Dokugan ryu Masamune. Très reconnu pour son travail pour le petit écran, Ken Watanabe fait ses premiers pas au cinéma dans Les Enfants de Mac Arthur de Masahiro Shinoda en 1984. Il lui faudra toutefois attendre 1991 pour décrocher son premier rôle important, dans Bakumatsu junjō-den de Mitsuyuki Yakushiji.
Surtout connu au Japon pour interpréter des samouraïs, Ken Watanabe s'éloigne des plateaux à partir de 1989, lorsqu'on lui diagnostique une leucémie myéloïde chronique lors d'un tournage au Canada. En 2003, l'acteur fait un retour miraculeux en donnant la réplique à Tom Cruise dans Le Dernier Samouraï d'Edward Zwick. Son rôle du guerrier Katsumoto, qui le révèle sur la scène internationale, lui vaut une nomination à l'Oscar, au Screen Actors Guild Award et au Golden Globe du meilleur second rôle.
En 2005, Ken Watanabe poursuit sa carrière en donnant la réplique au trio Zhang Ziyi / Gong Li / Michelle Yeoh dans Mémoires d'une geisha, réalisé par Rob Marshall et produit, entre autres, par Steven Spielberg.
En 2007, il interprète le général Tadamichi Kuribayashi dans Lettres d'Iwo Jima de Clint Eastwood. En 2010, il partage l'affiche avec Leonardo DiCaprio, Marion Cotillard, Cillian Murphy, Joseph Gordon-Levitt et Tom Hardy dans Inception de Christopher Nolan.
En 2013, Ken Watanabe joue le rôle du docteur Serizawa dans Godzilla de Gareth Edwards. Le rôle était tenu dans le film original de 1954 par l'acteur Akihiko Hirata. Le film sort en mai 2014.
En 2014 il est maître de cérémonie aux côtés de l'actrice sud-coréenne Moon So-ri lors du 19e Festival international du film de Busan.

## Filmographie

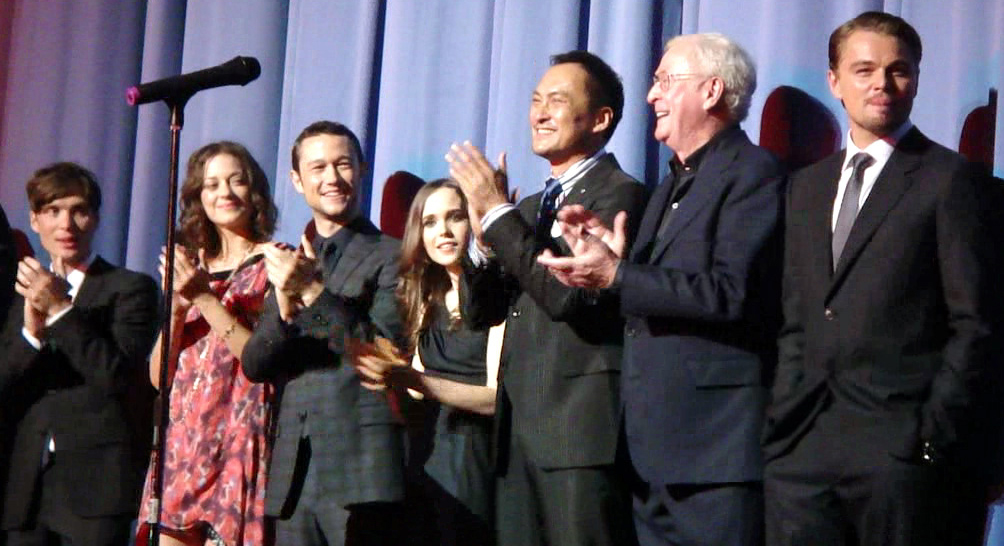
Cillian Murphy, Marion Cotillard, Joseph Gordon-Levitt, Elliot Page, Ken Watanabe, Michael Caine et Leonardo DiCaprio, lors de la première du film Inception (juillet 2010 au cinéma).

### Au cinéma
- 1984 : Les Enfants de Mac Arthur (瀬戸内少年野球団, Setouchi shōnen yakyūdan?) de Masahiro Shinoda
- 1984 : Le Poing Vengeur de Bruce de Bill James[1]
- 1985 : Tampopo (タンポポ, Tanpopo?) de Jūzō Itami : Gun
- 1985 : Ninja Mission de Romano Kristoff et Teddy Page[2] : Le Dr Rictus
- 1985 : American Ninja d'Emmett Alston[3]
- 1986 : La Mer et le Poison (海と毒薬, Umi to dokuyaku?) de Kei Kumai
- 1991 : Bakumatsu junjō-den (幕末純情伝?) de Mitsuyuki Yakushiji
- 1997 : Welcome Back, Mr. McDonald (ラヂオの時間, Rajio no jikan?) de Kōki Mitani
- 2002 : Hi wa mata noboru (陽はまた昇る) de Kiyoshi Sasabe : Okubo
- 2003 : Le Dernier Samouraï (The Last Samurai) d'Edward Zwick : Katsumoto
- 2005 : Batman Begins de Christopher Nolan : le faux Ra's al Ghul
- 2006 : Mémoires d'une geisha (Memoirs of a Geisha) de Rob Marshall : le président
- 2007 : Lettres d'Iwo Jima (Iōjima kara no tegami / Letters from Iwo Jima) de Clint Eastwood : général Tadamichi Kuribayashi
- 2009 : L'Assistant du vampire de Paul Weitz : M. Tall
- 2010 : Shanghai de Mikael Håfström : capitaine Tanaka
- 2010 : Inception de Christopher Nolan : Saito
- 2012 : Hayabusa: Harukanaru kikan (はやぶさ 遥かなる帰還?) de Tomoyuki Takimoto : Shunichiro Yamaguchi
- 2013 : Unforgiven (許されざる者, Yurusarezaru mono?) de Lee Sang-il : Jubei Kamata
- 2014 : Godzilla de Gareth Edwards : Dr Serizawa
- 2014 : Transformers : L'Âge de l'extinction : Drift (voix)
- 2015 : Nos souvenirs (Sea of Trees) de Gus Van Sant : Takumi Nakamura
- 2015 : San Andreas de Brad Peyton
- 2016 : Rage (怒り, Ikari?) de Lee Sang-il
- 2017 : Transformers: The Last Knight de Michael Bay : Drift (voix)
- 2018 : L'Île aux chiens de Wes Anderson : le chirurgien en chef (voix)
- 2018 : Bel Canto de Paul Weitz : Katsumi Hosokawa
- 2019 : Pokémon : Détective Pikachu de Rob Letterman : commandant Yoshida
- 2019 : Godzilla 2 : Roi des monstres de Michael Dougherty : Dr Serizawa
- 2020 : Fukushima 50 de Setsurō Wakamatsu : Masao Yoshida
- 2023 : The Creator de Gareth Edwards : Harun

### À la télévision
(sélection)
- 2011 : Ai inochi - Shinjuku kabukichō kakekomi dera (愛・命 〜新宿歌舞伎町駆け込み寺〜?) (téléfilm) de Kan Ishibashi : Hirayama
- 2021 : Tokyo Vice

## Voix francophones

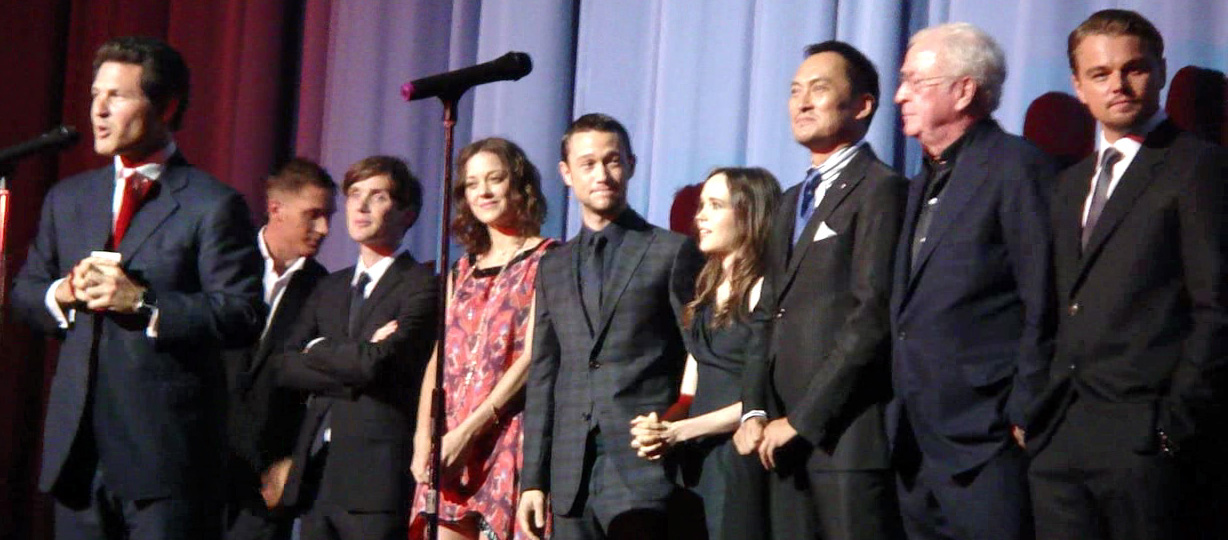
L'équipe d'Inception à la première le 2 juillet 2010 introduite par Josh Berger. De gauche à droite : Tom Hardy, Cillian Murphy, Marion Cotillard, Joseph Gordon-Levitt, Elliot Page, Ken Watanabe, Michael Caine, and Leonardo DiCaprio.

En version française, Ken Watanabe est dans un premier temps doublé par  Tōru Tanabe dans  Le Dernier Samouraï, Batman Begins et Inception, ainsi que par Dominique Guillo dans Mémoires d'une geisha, Bernard Alane dans Lettres d'Iwo Jima et Thierry Desroses dans L'Assistant du vampire. Par la suite, François Dunoyer devient sa voix régulière, le doublant dans Godzilla, Nos souvenirs, Pokémon : Détective Pikachu et Tokyo Vice. À titre exceptionnel, il est doublé par Féodor Atkine dans The Creator.
En version québécoise, l'acteur est doublé par Sylvain Hétu dans L'Assistant du vampire, Godzilla et Pokémon : Détective Pikachu, ainsi que par  Gilbert Lachance dans Mémoires d'une geisha, Denis Mercier dans Baman Le Commencement, Stéphane Rivard et Tōru Tanabe dans Origines.